# ديفيد إل. بولسين
ديفيد إل. بولسين (بالإنجليزية: David L. Paulsen)‏ هو فيلسوف وقسيس أمريكي، ولد في 1936.